# Clermontia drepanomorpha
Clermontia drepanomorpha är en klockväxtart som beskrevs av Joseph Rock. Clermontia drepanomorpha ingår i släktet Clermontia, och familjen klockväxter. Inga underarter finns listade i Catalogue of Life.